# Solaris (centrale solaire spatiale)
 (octobre 2023).
Pour les articles homonymes, voir Solaris.
Solaris est une proposition de l'Agence spatiale européenne (ESA) pour une centrale solaire orbitale (CSO).

## Description
La proposition prévoit une démonstration en orbite vers 2030, suivie de la première station opérationnelle en orbite géostationnaire d'ici 2040, avec d'autres stations ajoutées par la suite. Chaque panneau solaire modulaire serait large d'environ 1 km, avec des antennes réceptrices au sol de près de 6 km de large, l'ensemble générant jusqu'à un pétawatt de puissance. Le programme est estimé capable de fournir entre un septième et un tiers de la demande actuelle en énergie de l'Europe, ou 10% de sa demande prévue d'ici 2050.

### Étude du concept
Lors de sa réunion du conseil ministériel en novembre 2022, l'ESA a sollicité un financement pour une étude de trois ans sur la proposition. Ayant obtenu cette approbation, elle a ensuite chargé Arthur D. Little et Thales Alenia Space Italy de développer indépendamment des "études de concept" pour des centrales SBSP à grande échelle en 2023. La "faisabilité économique, politique et technologique" de poursuivre le projet sera réévaluée lors du prochain conseil ministériel en 2025.

### Étude de Frazer-Nash
En préparation de la demande d'étude de trois ans en 2022, l'ESA a également mandaté les sociétés de conseil Frazer-Nash (Royaume-Uni) et Roland Berger (Allemagne) pour évaluer le potentiel du projet à soutenir l'objectif politique européen d'une économie neutre en carbone d'ici 2050.
L'étude de Frazer-Nash a estimé que la valeur actuelle nette d'un système CSO européen de 2022 à 2070 varierait entre 149 milliards et 262 milliards d'euros (150 à 264 milliards de dollars). Un scénario central de 54 satellites CSO de classe "gigawatt" produirait 601 milliards d'euros d'avantages sur cette période, principalement en raison des coûts évités de production d'énergie sur Terre et de leurs émissions de dioxyde de carbone, avec des coûts de développement et d'exploitation du système CSO s'élevant à 418 milliards d'euros.
L'étude de Roland Berger a conclu qu'un seul satellite CSO, basé sur une conception existante, pourrait coûter aussi peu que 8,1 milliards d'euros à construire et 7,5 milliards d'euros à exploiter pendant 30 ans, en supposant des "avancées substantielles" dans les technologies clés. Dans un scénario défavorable sans ces avancées, la même conception coûterait 33,4 milliards d'euros à construire et 31,1 milliards d'euros à exploiter. Malgré l'incertitude, l'étude a conclu que le CSO "a un fort potentiel pour devenir une technologie renouvelable compétitive."

## Critique et obstacle
Les critiques à l'égard de SOLARIS et d'autres projets CSO, même de la part de leurs partisans, portent sur des défis dans au moins trois domaines : la possibilité de construire la technologie et de mettre en place la logistique nécessaire pour lancer, assembler à distance et exploiter des satellites massifs ; les "implications politiques associées à la transmission d'énergie depuis l'espace" ; et la question de l'abordabilité. Des facteurs importants pour accroître la faisabilité de la proposition ont été la récente diminution rapide des coûts de lancement, ainsi que les avancées dans la fabrication robotique et le transfert d'énergie sans fil. En 2022, des tests en Allemagne pour le programme SOLARIS ont démontré la capacité à transmettre de l'énergie sans fil sur une distance de 36 mètres. Cependant, il reste "encore du chemin à parcourir" avant de pouvoir réaliser la même chose depuis la distance de l'orbite géostationnaire. Plus tôt la même année, l'Académie chinoise de technologie spatiale et le Bureau de la technologie, de la politique et de la stratégie de la NASA avaient chacun approuvé des études et des tests portant sur des composants de projets similaires,.